# 名古屋大学大学院教育発達科学研究科・教育学部
名古屋大学大学院教育発達科学研究科（なごやだいがくだいがくいんきょういくはったつかがくけんきゅうか、英称:Graduate School of Education and Human Development）は、名古屋大学大学院に設置される研究科の一つである。また、名古屋大学教育学部（なごやだいがくきょういくがくぶ、英称:School of Education）は、大学院教育発達科学研究科と一体的に運営される学部である。

## 概要
名古屋大学大学院教育発達科学研究科・教育学部は、第二次世界大戦末期に4校目の高等師範学校として愛知県岡崎市に設立された岡崎高等師範学校を前身とし、日本の降伏後、1949年の新制名古屋大学発足時に教育学部として設立された。附属学校として名古屋大学教育学部附属中学校・高等学校を設置している。

## 沿革
- 1945年 - 岡崎高等師範学校を設置[1]。
- 1949年 - 新制名古屋大学が発足。教育学部を設置[1]。
- 1952年 - 名古屋大学教育学部附属中学校・高等学校を設置[1]。
- 1953年 - 大学院教育学研究科を設置。教育学専攻及び教育心理学専攻を開設[1]。
- 1963年 - 東山キャンパスに移転[1]。
- 1990年 - 大学院教育学研究科に発達臨床学専攻を設置[1]。
- 1997年 - 教育学部を教育学科、教育心理学科の2学科制から、人間発達科学科のみの1学科制に改組[1]。
- 2000年 - 大学院重点化し大学院教育学研究科を大学院教育発達科学研究科と改称[1]。

## 学科
- 人間発達科学科
  - 入学定員65人[3]

## 著名な出身者

### 政治・行政
- 石原正敬 - 衆議院議員、元菰野町長、元三重県議会議員
- 辻村哲夫 - 元文部科学省初等中等教育局長、元国立美術館理事長

### 教育
- 椙山正弘 - 学校法人椙山女学園学園長、藍綬褒章

### 研究
- 姉崎洋一 - 教育学、北海道大学名誉教授
- 李正連 - 教育学、東京大学教授、日本社会教育学会副会長
- 内田良 - 教育社会学、名古屋大学教授、日本教育社会学会奨励賞
- 太田信夫 - 心理学、筑波大学名誉教授、元東京福祉大学学長、元日本認知心理学会理事長
- 長田雅喜 - 社会心理学、名古屋大学名誉教授
- 小塩真司 - 心理学、早稲田大学教授
- 小野田正利 - 学校経営学、大阪大学教授
- 梶田正巳 - 心理学、名古屋大学名誉教授
- 加藤幸次 - 教育学、上智大学名誉教授、元日本個性化教育学会会長、元社会科教育研究センター会長
- 加藤鉦治 - 教育史、名古屋大学名誉教授
- 加藤幸雄 - 心理学、元日本福祉大学学長、元家庭裁判所調査官
- 久世敏雄 - 青年心理学、名古屋大学名誉教授
- 久野弘幸 - 教育学、中京大学教授
- 柴田義松 - 教授学、東京大学名誉教授、元日本教育方法学会会長、元総合人間学会副会長
- 新海英行 - 教育学、名古屋大学名誉教授、元名古屋柳城短期大学学長
- 髙橋靖恵 - 心理学、京都大学教授、日本ロールシャッハ学会会長
- 辻井正次 - 心理学、中京大学教授
- 速水敏彦 - 心理学、名古屋大学教授、日本心理学会研究奨励賞、日本教育心理学会城戸奨励賞
- 牧野篤 - 教育学、東京大学教授
- 松田武雄 - 教育学、名古屋大学教授
- 水越敏行 - 教育学、大阪大学名誉教授、元日本教育工学会会長
- 水谷修 - 言語学、元国立国語研究所所長、元日本語教育学会会長
- 森田美弥子 - 心理学、名古屋大学名誉教授、元日本ロールシャッハ学会会長
- 安川寿之輔 - 教育思想史、名古屋大学名誉教授、元日本戦没学生記念会事務局長

### 文学
- 堀田あけみ - 作家、文藝賞、椙山女学園大学教授
- 藪野豊 - 随筆家
- 梅田卓夫 - 詩人、中日詩賞、元愛知淑徳大学教授

### アナウンサー
- 浦口史帆 - 東海テレビ放送アナウンサー
- 夏目みな美 - CBCテレビアナウンサー

### その他
- 伊藤博 - コーヒー研究家、元日本コーヒー文化学会副会長
- 渡邉晃純 - 僧侶、元真宗大谷派岡崎教務所長